# کیرات‌لی (بایبورد)
کیرات‌لی {{ترکی|Kıratlı) (به ارمنی: Հարորդի) (به کردی: Herevertî) یک منطقهٔ مسکونی در ترکیه است که در بایبورد واقع شده‌است. کیرات‌لی ۱۲۷ نفر جمعیت دارد.